# Вишенька (Вінниця)
Вишенька (кол. Людвиківка) — район Вінниці, в тому числі з багатоквартирною житловою забудовою, колишнє село поблизу міста Вінниця.
Розташований на заході міста, за яром на захід від Слов'янки, неподалік річки Вишеньки. Район безперервно розширюється, починаючи від початку масової забудови у 1962 році, і натепер це найбільш населена частина міста.

## Історія
Історично були плани будувати Вишеньку як окреме місто-«супутник» Вінниці. Забудова Вишеньки багатоквартирними будівлями (нині 10 мікрорайонів) розпочалася у 1960-х роках.

## Територія
Вишенькою називається територія між Хмельницьким шосе (з півночі) і вулицею Андрія Первозванного (з півдня) та між вулицею 600-річчя (зі сходу) та Барським шосе (із заходу).
Центральна вулиця — Келецька.

## Транспорт
Через Вишеньку проходить тролейбусна лінія, де рухаються, зокрема маршрути № 3, 4, 5, 8, 10, 15, 16, 18, 20, 22 та дві трамвайних лінії з маршрутами № 2, 3, 4, 5, 6.
19 грудня 2014 року у мікрорайоні Вишенька було відкрито нову ділянку трамвайної мережі вздовж Барського шосе і вулиці Келецькій.
У липні 2013 року Вінницькі парламентарі затвердили Генеральний план розвитку міста до 2027 року, який передбачає значне збільшення існуючого житлофонду за рахунок будівництва нових мікрорайонів і реконструкції старих.